# Radio France Internationale
Radio France Internationale, обикновено наричано с абревиатурата RFI (ер-еф-и), е френска обществена радиостанция с международно излъчване, основана на 6 януари 1975. С 59,5 милиона слушатели през 2022 г. тя е една от най-слушаните международни радиостанции в света, наред с Дойче веле, BBC World Service, Гласът на Америка и Радио Китай. От 2008 г. е дъщерно дружество на групата France Médias Monde, наред с международния телевизионен канал France 24, арабскоезичната радиостанция Monte Carlo Doualiya, която има силна аудитория в Северна Африка, и радиостанция RFI Roumanie, която излъчва на румънски в Румъния и Молдова. От 1995 до 2009 има и филиал в България.
RFI излъчва на френски и шестнадесет чужди езика на средни, къси и ултракъси вълни, дигитално, по кабел, сателит и интернет. Програми на RFI се предават и от повече от 1700 партньорски радиостанции по целия свят. По-голямата част от излъчваното съдържание е на френски, английски, испански и хауса, но суахили, фула, португалски, мандинка и украински имат специално ефирно време. RFI излъчва в повече от 150 държави на 5 континента. От 1995 до 2009 съществува RFI разполага с широка мрежа от журналисти, известни със своята независимост, 480 от които са базирани в парижката редакция, а 400 кореспонденти работят по целия свят.
През 2022 г. RFI е слушана от 59,5 милиона слушатели по целия свят всяка седмица. Уебсайтът ѝ получава 24,6 милиона посещения всеки месец, а социалните ѝ мрежи се следят от 31,1 милиона абонати във Facebook, Twitter, Instagram и Youtube. RFI е водещата френска новинарска радиостанция във Facebook.

## RFI в България
RFI Sofia или RFI Bulgarie съществува от 1995 до 2009. При създаването си е първият филиал на RFI в чужбина. Предава в района на София на 103.6 FM. В годините около смяната на хилядолетието радио RFI има широка публика и богата културна програма. В ефира на радиото предавания имат диджейят и основател на Metropolis Ясен Петров, изкуствоведът и критик Руен Руенов и др.
През 2009 филиалът на RFI в България, наред с тези в Сърбия и Португалия, е закрит. Радиостанцията е продадена на частната българска компания „Възраждане-София Броудкастинг“. Причина за продажбата е намалялата ѝ слушаемост, както и невъзможността да се постигне съгласие с българското правителство за разширяване на географското ѝ покритие в Пловдив и Варна.
От края на 2009 на честотата на RFI се излъчва радио „Фокус“.